# Филипович, Петар
Петар Филипович (нем. Petar Filipović; родился 14 сентября 1990 года, Гамбург, Западная Германия) — немецко-хорватский футболист, защитник кипрского футбольного клуба «АЕЛ Лимасол».

## Клубная карьера
Петар Филипович является воспитанником «Санкт-Паули». За резервную команду дебютировал в матче против «Паломы». Свой первый гол забил в ворота «Тюркиемспора». В матче против «Бухгольц 08» оформил дубль. За «Санкт-Паули» дебютировал в матче против футбольного клуба «Майнц 05». Из-за травмы мышечного волокна пропустил 38 дней. Всего за клуб сыграл 83 матча, где забил и отдал 10 мячей и голевых пасов.
1 июля 2012 года стал свободным агентом, а 22 октября 2012 года перешёл в футбольный клуб «Цибалия». За клуб дебютировал в матче против «Динамо Загреб». Свой первый гол забил в ворота «Сплита». Всего за клуб сыграл 20 матчей, где забил 2 мяча и отдал 5 голевых передач.
1 июля 2013 года перешёл в «Славен Белупо». За клуб дебютировал в матче против «Сплита». Свой первый гол забил в ворота того же клуба. Всего за клуб сыграл 27 матчей, где забил 2 мяча и отдал 2 голевые передачи.
1 января 2015 года перешёл в «Рид». За клуб дебютировал в матче против «Рапид (Вена)». Свой первый гол забил в ворота «Адмира Ваккер Мёдлинг». В матче против «Вольфсберга» на 40-й забил гол, получил жёлтую карточку на 43-й и травму на 53-й, из-за которой он выбыл на неделю. В матче против всё того же клуба получил две жёлтые карточки. Всего за клуб сыграл 49 матчей, где забил 4 мяча.
1 июля 2016 года перешёл в «Аустрию (Вена)» за 300 тысяч евро. За клуб дебютировал в матче против «Кукеси». Свой первый гол забил в ворота «Штурма». Из-за мышечной травмы пропустил 15 дней. Всего за клуб сыграл 53 матча, где забил 4 мяча.
18 августа 2017 года перешёл в «Коньяспор» за 1,25 миллионов евро. За клуб дебютировал в матче против футбольного клуба «Аланьяспор». 4 марта 2018 года разорвал крестообразные связки и выбыл на 238 дней. Свой первый гол забил в ворота «Гёзтепе». 9 апреля 2019 года разорвал внешний мениск и выбыл до конца сезона. Всего за клуб сыграл 36 матчей, где забил 1 гол.
2 сентября 2019 года перешёл в «ЛАСК» за 450 тысяч евро. За клуб дебютировал в матче против «Штурма». В матче против «РБ Зальцбург» получил две жёлтые карточки. 5 октября получил мышечную травму и выбыл на 11 дней. Свой первый гол забил в ворота «Аустрии (Вена)». 22 ноября получил мышечную травму и выбыл на 5 дней. Из-за травмы бедра, разрыва связки голеностопного сустава, неизвестного повреждения, проблем с желудком и операции пропустил 274 дня. Всего за клуб сыграл 83 матча, где забил 4 мяча и отдал 6 голевых передач.
5 августа 2022 года перешёл в «АЕЛ Лимасол».

## Достижения
- Финалист Кубка Австрии: 2020/21